# Piero Viotto
Piero Viotto (Torino, 16 aprile 1924 – Varese, 4 gennaio 2017) è stato un pedagogista e filosofo italiano.
È stato uno dei più autorevoli interpreti e studiosi del pensiero del filosofo Jacques Maritain nel mondo.

## Biografia
Piero Viotto nasce a Torino nel 1924. Dopo il diploma, nel 1942, inizia ad insegnare nelle Scuole elementari nelle quali pratica il metodo della scuola attiva secondo la metodologia dell'attivismo indicata da Marco Agosti e Vittorino Chizzolini. Si laurea in pedagogia nella Facoltà di Magistero della Università di Torino nel 1947 con la prima tesi in Italia su Jacques Maritain che, ritenuta degna di stampa, viene pubblicata dalla Editrice La Scuola di Brescia e in pochi anni raggiunge cinque edizioni. Dal 1948 al 1953 è Assistente alla cattedra di Pedagogia nella medesima Università. Nel 1954 passa ad insegnare filosofia e storia nei Licei, e prepara per i suoi alunni una Storia della filosofia in tre volumi, che viene pubblicata dalle Edizioni Marietti di Torino. Insegna Pedagogia alla Scuola per Assistenti Sociali dell'Onarmo a Torino e dal 1964 fino al pensionamento è preside di ruolo nei Licei. È chiamato da Aldo Agazzi negli anni 1976 - 1987 e incaricato dell'insegnamento della pedagogia nell'Istituto Superiore di Educazione Fisica dell'Università Cattolica di Milano. Partecipa fin dalla sua fondazione, nel 1954, al gruppo di “Scholé”, che riunisce in convegni annuali i docenti universitari cristiani di scienze dell'educazione. Dal 1977 al 1980 dirige la collana "Educazione Scuola Società" della casa editrice Esperienze pubblicando quattordici volumi di giovani ricercatori. Nei medesimi anni collabora con Dino Perego al Comitato Italiano Gioco Infantile del gruppo Adriano Olivetti.
Il lavoro scientifico più importante riguarda una riflessione sistematica sulle opere di Raïssa e Jacques Maritain che si concretizza in cinque volumi nelle edizioni di Città Nuova di Roma, tradotti anche in spagnolo, e in un'analisi degli scritti di filosofia di Montini Paolo VI, preparando un'antologia sistematica dai tempi dell'assistentato alla Federazione Universitaria Cattolica Italiana fino al periodo da Arcivescovo di Milano e infine da Pontefice.
Fin dalla fondazione fa parte del consiglio scientifico dell'Institut International Jacques Maritain di Roma.

## Il pensiero
Inseritosi sin dai suoi primi scritti nella scia del realismo critico di Maritain, attraverso l'analisi comparata delle sue numerose corrispondenze con filosofi e teologi, poeti e romanzieri, artisti e compositori musicali, Piero Viotto sviluppa una riflessione sui problemi dell'estetica e delle scienze dell'educazione. Per quanto riguarda i problemi dell'arte, in stretto contatto con alcuni artisti di cui segue la gestazione delle opere, in diversi scritti, pubblicati in riviste italiane e straniere, sottolinea come la bellezza nasca da un'emozione musicale, si esprima in una intuizione poetica e si realizzi nella virtù dell'arte, che è distinta ma non separata dalla virtù della prudenza, perché la bellezza è lo splendore della verità. Non di tratta, affatto, di una utilizzazione della seduzione della bellezza ai fini educativi, ma di contemplare la bellezza nel suo nocciolo intelligibile, superando ogni forma di estetismo, come nell'estetica di Benedetto Croce (l'arte per l'arte), o di didatticismo come nell'estetica di John Dewey (l'arte per la società), ma per cogliere l'intrinseca religiosità dell'opera d'arte. La creazione artistica non è solo un'intuizione lirica o un'espressione sociale, ma è insieme intuizione ed espressione, nella contemplazione dell'assoluto della bellezza. Nel campo dell'epistemologia delle scienze umane, Viotto riconosce alla pedagogia, come anche alla politica e alla pastorale, lo statuto di una scienza pratica che deve mediare la perfezione ideale del dover essere, indicata dalle scienze deontologiche (filosofia e teologia) con la perfettibilità reale, riscontrata dalle scienze fenomenologiche (psicologia e sociologia), cercando per ciascun uomo il perfezionamento possibile. L'azione educativa si gioca nel rapporto tra la soggettività della libertà di coscienza e l'oggettività della verità seguendo le tappe dell'età evolutiva, per cui al fanciullo si comanda, all'adolescente si consiglia, e per il giovane si influenza sostenendo la sua autoeducazione. Su questo percorso si muovono la famiglia, la scuola e il terzo ambiente educativo (i gruppi liberi come oratori, associazioni sportive, politiche, ecclesiali). L'educazione non formale e non sistematica dell'ambiente socio-culturale è più efficace dell'educazione formale e sistematica delle istituzioni educative. L'amicizia è il fondamento dell'educazione.

## Opere
- 1954 Il metodo preventivo di don Giovanni Bosco, Istituto Padano per le arti grafiche, Rovigo
- 1954 L'esame del libro di testo per le suole elementari, Istituto Padano per le arti grafiche, Rovigo
- 1957 Jacques Maritain, La Scuola,  Brescia (5ª ed. 1976)
- 1958 Problemi di pedagogia, Marietti, Torino, (12ª ed. 1975)
- 1958 Sintesi di storia della filosofia, vol 3, Torino  (4ª ed. 1973)
- 1959 Elementi di filosofia, Gili, Torino 1959
- 1966 Pedagogia dell'età evolutiva, Marietti, Torino 1966
- 1968 Pedagogia generale, Marietti, Torino 1968 (11ª ed. 1974)
- 1968 Metodologia educativa Marietti, Torino 1968 (3a ed 1975)
- 1969 La Pedagogia oggi e le principali correnti Editrice Esperienze, Fossano   (5ª ed. 1983) In collaborazione con Cesare Scurati
- 1973 Pedagogia e politica del tempo libero, La Scuola, Brescia 1973
- 1978 Pedagogia di base Vita e Pensiero, Milano  (3ª edizione 1984)
- 1983 Storia antologica dell'educazione fisica in Italia, Vita e Pensiero, Milano
- 1985 Per una filosofia dell'educazione secondo Maritain, Vita e Pensiero, Milano 1985
- 2000 Introduzione a Maritain, Laterza Roma-Bari
- 2003 Dizionario delle opere di Jacques Maritain, Città Nuova, Roma
- 2004 Lo sguardo sul calvario: temi pasquali in Michel Ciry, Ancora, Milano In collaborazione con Paola Viotto
- 2005 Dizionario delle opere di Raissa Maritain, Città Nuova, Roma
- 2006 Il volto di Cristo nell'arte contemporanea, Arte e spiritualità, Brescia
- 2008 Grandi amicizie I Maritain e i loro contemporanei, Città Nuova, Roma
- 2011 Il pensiero moderno secondo J. Maritain,  Città Nuova, Roma
- 2012 Il pensiero contemporaneo secondo J. Maritain,  Città Nuova, Roma
- 2013 La vita di Maria secondo Marie Dominique Philippe, Studium, Roma
- 2014 De Gasperi e Maritain: una proposta politica, Armando, Roma
- 2014 Paolo VI - Jacques Maritain: un'amicizia intellettuale, Studium, Roma
- 2015 Il Vangelo di San Giovanni secondo Marie-Dominique Phillippe, Studium, Roma
- 2016 Giovanni Battista Montini - Paolo VI: Scritti di filosofia e di spiritualità, Studium, Roma

### Saggi e articoli da segnalare
- 1982 Lo sport come cultura in “Vita e Pensiero” LXV n.3, pp.59-63; Tr. in tedesco Der Sport als Kultur, in “Lebendiges Zeugnis”, marzo 1983, pp.43-50
- 1992 La poetica degli artisti contemporanei in "Per la filosofia" n. 24, pp. 1-18
- 1993 Maritain: protagonista del XX secolo in "Nuova secondaria" XI, n.3, pp.60-62, Tr. in francese J. Maritain, philosophe de l'éducation in “France Forum” 1997,  n.318
- 1996 La persona secondo Maritain in AA.VV. L'idea di persona, Vita e Pensiero, Milano pp. 431-455
- 1998 Il tomismo come “realismo critico” in G.B. Montini-Paolo VI in “Rivista di filosofia neoscolastica” n.1-2 pp. 232-245;
- 2000 J. Maritain un filosofo cristiano, in “Alpha Omega” III, n.2 pp. 377-400
- 2004 Il pluralismo come metodologia politica in J. Maritain in AA.VV. Pluralismo contro relativismo, Ares, Milano pp. 139-161
- 2004 I Maritain e la filosofia contemporanea n. 18, pp. 49-73; . Tr. in spagnolo Los Maritain Y la filosofìa contemporaneà, Ediciones Humanismu Integral, Miami (Florida)
- 2005 Jacques Maritain et le Concile Vatican II in “Notes et Dicuments”, XXX, n. 3 Octobre-Décembre 2005 pp. 44-54
- 2006 Fruizione e creazione della bellezza in Maritain in AA.VV. Filosofia e Arte, Urbaniana University Press, Roma pp.23-44. Tr. in spagnolo Fruiciòn y creaciòn de la belleza en Maritain in “Studium, Filosofìa y Teologia” (Tucuman, Argentina) 2010 , XII, 24 pp. 447-469
- 2009 San Paolo nella vita e nelle opere di J. Maritain in Rivista di Ascetica e Mistica n. 4, pp. 1003-1046
- 2011 In principio è il pensare in “Quaderni della didattica della scrittura” n. 10-11 pp. 13-23
- 2012 Deux disciples “non scholastiques” de saint Thomas d'Aquin : J Maritain et M. D. Philippe in “Aletheia” n. 41-42 pp. 203-224
- 2012 Montini-Paolo VI nella Corrispondenza tra Charles Journet e Jacques Maritain in “Notiziario dell'Istituto Paolo VI” n. 63, pp. 77-106
- 2014 La ricezione del pensiero di Maritain  in "Notes et Documents", n. 28-29, pp. 17-24
- 2014 L'ottantesimo di Umanesimo integrale in “Orientamenti sociali sardi” XIX n 2 pp. 56-70
- 2015 Thomas Merton tra mistica, poesia e politica in Prospettiva Persona, anno XXIV n.92, pp. 45-50
- 2015 Doroty Day, cristiana radicala, radicale cristiana, anno XXIV n.93-94, pp. 71-84
- 2015 Una corrispondenza inquieta. Emily Coleman e Raissa Maritain in Rivista di ascetica e mistica, 2015 n.3, pp. 425-444
- 2015 Un Maritain da scoprire: le corrispondenze in Notes et documents, anno XL, n.32/33, pp. 57-84
- 2016 Il mio incontro con la riflessione filosofica di Jacques Maritain in AA.VV Verità e bellezza in Jacques Maritain, Studium, Roma pp 15-30
- 2016 Benjamin e Geneviève Fondane: una corrispondenza segnata dalla tragedia in Rivista di ascetica e mistica, 2016 n.1, pp. 77-103

### Prefazioni e postfazioni
- 2006 Mauro Grosso, Alla ricerca della verità, La filosofia cristiana in Ė. Gilson e J. Maritain, Città Nuova Roma
- 2006 Philippe Van den Heede, Réalisme et véritè dans la literature: L. Levaux et J. Maritain, Academic Press, Fribourg
- 2009 Giancarla Perotti Barra, Amore e giustizia nel pensiero di J. Maritain, Il Cerchio, Rimini
- 2009 Gennaro G. Curcio, Il volto dell'amore e dell'amicizia tra passioni e virtù, Rubbettino, Soveria Mannelli
- 2010 Josè Omar Larios Valencia, Antropologia e politica dell'Umanesimo integrale: Attualità del pensiero di J. Maritain, Editrice Esperienze, Fossano, pp. 304
- 2011 Bernard Doering e Lucio D'Ubaldo, Maritain e Alinsky, un'amicizia, Il Mulino, Bologna
- 2011 Giulia Radin, Il carteggio Jacques Maritain-Gino Severini, Olschki, Firenze
- 2014 Giovanni Botta, Jacques Maritain e Igor Stavinsky, Rubbettino, Soveria Mannelli
- 2015 Samuele Pinna, Meditazioni sul Concilio. Una lettura del Vaticano II con Benedetto XVI, Aracne, Roma
- 2016 Giovanni Botta, Jacques Maritain e Gabriel Marcel. Un'amicizia attraverso la corrispondenza, Studium, Roma
- 2016 Giovanni Botta, Jacques Maritain e Georges Rouaultː una corrispondenza tra estetica e poetica, Studium, Milano